# Mistake Mistake Mistake Mistake
Mistake Mistake Mistake Mistake è un album di Dntel, pubblicato con l'alias James Figurine, nel 2006: in Spagna dalla casa discografica Houston Party, nel resto d'Europa il 29 giugno dalla tedesca Monika Enterprise e negli Stati Uniti l'11 luglio dalla Plug Research.

## Tracce
1. "55566688833" - 6:45
2. "Leftovers" - 5:35
3. "Ruining the Sundays" - 6:16
4. "Pretend It's a Race and I'm on Your Side" - 5:06
5. "You Again" - 6:08
6. "Apologies" - 5:48
7. "One More Regret" - 5:56
8. "White Ducks" - 5:09
9. "All the Way to China" (con Erlend Øye) - 5:12
10. "Stop" - 5:25